# أولينا أبانوفيتش
أولينا أبانوفيتش (بالأوكرانية: Олена Михайлівна Апанович)‏ (وُلد في 9 نوفمبر 1919 – 21 فبراير 2000) هي مؤرخة أوكرانية وباحثة في موسوعة زابوروجيان. حصلت على جائزة أنتونوفيتش.

## السيرة الذاتية
وُلِدت أولينا أبانوفيتش في ميليكيس، محافظة سيمبيرسك (ديميتروفغراد الآن، أوليانوفسك أوبلاست)، روسيا، في عائلة موظف بالسكك الحديدية. يروي أقاربها بأن والدتها أنجبتها في عربة قطار. كان والدها من الفلاحين البيلاروسيين (ومن هنا نرى أن الاسم الأخير "أبانوفيتش" هو بيلاروسي)، كان لوالدتها أصول بولندية، أمضت كل طفولتها في منشوريا، شمال شرق الصين، حيث كان والدها يعمل. لكنه رُحِّلت العائلة من الصين من قبل اليابانيين. استقروا في خاركيف عام 1933، حيث أنهت أولينا دراستها الثانوية. توفيت والدة أولينا بعد فترة وجيزة وسُجِن والدها عام 1939 باتهامات كاذبة.
دخلت أولينا "معهد عموم الاتحاد للصحافة" في موسكو عام 1937، ولكن سرعان ما أُغلِقَت المدرسة عادت أولينا إلى خاركيف، وتخرجت من المعهد التربوي (كلية اللغة الروسية وآدابها) قبل وقت قصير من بداية الحرب العالمية الثانية. تم إجلاؤها إلى كازاخستان وباشكيريا بعد بداية الغزو الألماني. عملت أولينا من مايو 1944 في أرشيف الدولة المركزي لأوكرانيا في كييف كباحثة وأعدت العديد من الوثائق التاريخية للنشر.
دافعت أولينا عن أطروحتها في عام 1950 للحصول على درجة مرشح العلوم (ما يعادل تقريباً درجة الدكتوراه) حول مشاركة موسوعة زابوروجيان في الحرب الروسية التركية 1768-1774. ثم انضمت إلى معهد التاريخ التابع لأكاديمية العلوم في أوكرانيا كخبير رائد في القوزاق. خلال الفترة من 1950 إلى 1972، قادت أولينا بعثات أثرية إلى أماكن مرتبطة بتاريخ القوزاق الزابوري، ونشرت العديد من الأعمال العلمية، وقدمت سجلاً كاملاً لنصب القوزاق التذكاري.
عملت أولينا أبانوفيتش بعد طردها لأسباب سياسية من معهد التاريخ عام 1972 في المكتبة العلمية المركزية لأكاديمية العلوم في أوكرانيا، وقدمت مساهمات كبيرة في أبحاث المخطوطات. في أوائل الثمانينيات، دُعيت لتكون مستشارة تاريخية للأفلام الوثائقية والخيالية عن القوزاق.

## الجوائز
- 1991، أصبحت أبانوفيتش عضوًا في اتحاد المؤلفين في أوكرانيا.
- 1994، مُنحت الجائزة التي تحمل اسم تي شيفتشينكو.
- 1995، جائزة أنتونوفيتش (الولايات المتحدة الأمريكية).

## وصلات خارجية
- سيرة أبانوفيتش على موقع حركة المنشقين باللغة الأوكرانية.
- ليودميلا تاراناشينسكا، "55 عاماً «تحت علامة كليو»"، زيركالو تايزنيا، (The Weekly Mirror)، سبتمبر 4–10، 2004.